# Белогорский ХПП
Белогорский ХПП (каз. Белогорский НҚП) — населённый пункт в Майском районе Павлодарской области Казахстана. Входит в состав Коктобинского сельского округа. Находится примерно в 3 км к северо-западу от села Коктобе. Код КАТО — 555630200.

## Население
В 1999 году население населённого пункта составляло 184 человека (87 мужчин и 97 женщин). По данным переписи 2009 года, в населённом пункте проживало 140 человек (72 мужчины и 68 женщин).